# HD186901
HD186901 — хімічно пекулярна зоря спектрального класу B9, що має видиму зоряну величину в смузі V приблизно  6,4.
Вона  розташована на відстані близько 1885,3 світлових років від Сонця.

## Пекулярний хімічний склад
Зоряна атмосфера HD186901 має підвищений вміст 
Si
.